# Хвороба Погоста
Хвороба Погоста (також відома як Гарячка Окельбо, Карельська гарячка) — ендемічна вірусна хвороба доброякісного клінічного перебігу. Багатьма науковцями вважається різновидом гарячки Сіндбіс. Прояви захворювання включають, як правило, висип, а також субфебрилітет та інші грипоподібні симптоми. У більшості випадків хвороба триває менше 5 днів. В окремих випадках у пацієнтів розвивається болючі артрити. Немає етіологічних засобів для лікування цієї хвороби.

## Етимологія
Назва хвороби найімовірніше походить від терміну погост, що означав адміністративну одиницю в історії Швеції. Ця назва поширена у деяких регіонах Фінляндії і Швеції. У деяких районах Швеції її називають також гарячкою чи хворобою Окельбо, тоді як в Російській Федерації — карельською гарячкою. Також існують назви «серпнево-вереснева хвороба» і «комарина гарячка з висипом та артритом».

## Історичні факти
Вперше незвичайну хворобу спостерігали в 1960-х роках у районі Окельбо в Швеції. На початку 1980-х років випадки зареєстровані у Фінляндії та СРСР. У 1982 році спалах відбувся в районі Окельбо з липня по вересень.

## Етіологія
Існувала підозра, що хворобу спричинює Сіндбіс-подібний вірус з позитивним ланцюгом РНК, що належить до роду Alphavirus родини Togaviridae. У 2002 році під час спалаху хвороби Погоста у Фінляндії у пацієнтів було виділено на клітинах Vero такий вірус Edsbyn 5/82, що підтвердило цю гіпотезу. Він має капсулу з С-білка, що захищає віріони від фагоцитозу. На поверхні є шипи, за допомогою яких відбувається прикріплення вірусу до клітини-хазяїна. Вірус відрізняється низькою стійкістю і швидко гине під впливом несприятливих факторів довкілля.

## Епідеміологічні особливості
Ця хвороба в основному зустрічається у східних частинах Фінляндії, західних районах Карелії, півночі Швеції. Джерелом інфекції є хворі люди, птиці. Специфічні переносники — комар A. communis і деякі інші види, мошки, мокреці. Захворювання реєструється в літньо-осінній період. Зв'язок захворюваності з певним географічним регіоном свідчить про можливість природної осередковості хвороби. Антитіла до вірусу у донорів крові виявлялися лише у жителів ендемічних районів Швеції, у тих донорів, які живуть на північ від 63-і й на південь від 60-ї паралелі, антитіл до збудника хвороби не виявлено. Типовим є зараження під час збору ягід восени. Захворювання розвивається переважно в осіб віком від 30 до 60 років, при цьому зараження дітей відбувається вкрай рідкісно. Після перенесеної хвороби формується стійкий імунітет, повторні випадки захворювання не описані.

## Патогенез
Патогенез мало вивчений. Вхідними воротами інфекції є шкіра в області укусу комара. Поширення вірусу в організмі людини відбувається гематогенним шляхом, спричинюючи ураження суглобів і розвиток генералізованої екзантеми. Вірус тривало персистує в організмі. Антитіла IgM виявляються впродовж 4-х і більше років, що вказує на тривалу персистенцію вірусу в організмі.

## Клінічні прояви
Хвороба починається гостро. З'являється озноб, висока гарячка, інтенсивний головний біль, частіше в скроневій і лобової областях, біль в очних яблуках, очницях, міалгії в литкових і поперекових м'язах, виразна гіперемія обличчя, слизової оболонки ротоглотки, ін'єкція склер. Виявляються значні артралгії.
Висип зустрічається у 96% випадків хвороби. Може передувати (за 1-2 дні) ураженню суглобів, може з'являтися одночасно або через 1-2 дня після цього. Він рясний, плямистого характеру, до 10 мм у діаметрі, не схильний до злиття, розташовується на всьому тілі. Надалі плями переходять у папули, а деякі з них змінюються везикулами. Висипання не супроводжуються появою свербежу та злиттям елементів. Висип виявляється на тулубі та кінцівках. Шкірні висипання можуть тривати від 5 до 10 днів. Після зникнення висипу видимих слідів на шкірі не залишається.
Симптоми інтоксикації найчастіше не виражені. Частіше спостерігається ураження великих суглобів (колінні, тазостегнові, ліктьові, променезап'ясткові), у вигляді мігруючого поліартриту, можуть пошкоджуватися й інші суглоби. Артралгії та артрити нередко зберігаються від 3 до 4 місяців, а іноді й до 2 років. Навіть за наявності болючості, припухлості та обмеження рухливості в суглобах не виявляється структурних змін у них. Проте при трансформації інфекції в хронічну форму можливі інвалідизуючі наслідки і втрата працездатності в результаті порушення функції суглобів.

## Профілактика
Проводяться заходи по боротьбі з комарами, здійснюється індивідуальний захист від них, особливо під час польових робіт. Використовуються репеленти, протимоскітні сітки і пологи для захисту від укусів комарів.